# Isla Rincón el Gato
Isla Rincon el Gato är en ö i Mexiko. Den ligger i delstaten Tamaulipas, i den nordöstra delen av landet. Arean är 0,37 kvadratkilometer.